# (12973) Меланфия
(12973) Меланфия (др.-греч. Μελάνθιος) — типичный троянский астероид Юпитера, движущийся в точке Лагранжа L4, в 60° впереди планеты. Астероид был открыт 19 сентября 1973 года голландскими астрономами К. Й. ван Хаутеном, И. ван Хаутен-Груневельд и Томом Герельсом в Паломарской обсерватории и назван в честь Меланфия, козопаса и раба Одиссея.

Орбита астероида Меланфия и его положение в Солнечной системе